# Ряговская волость
Ряговская во́лость — волость в составе Каргопольского уезда Олонецкой губернии.

## Общие сведения
Волостное правление располагалось в селении Островецкая (Антоновская).
В состав волости входило одно сельское общество, включающее 11 деревень:
- Воезерское общество

На 1890 год численность населения волости составляла 1260 человек.
На 1905 год численность населения волости составляла 1310 человек. В волости насчитывалось 180 лошадей, 450 коров и 1110 голов прочего скота.
В ходе реформы административно-территориального деления СССР в 1927 году волость была упразднена. 
В настоящее время территория Ряговской волости относится в основном к Каргопольскому району Архангельской области.